# Václav Vrbata

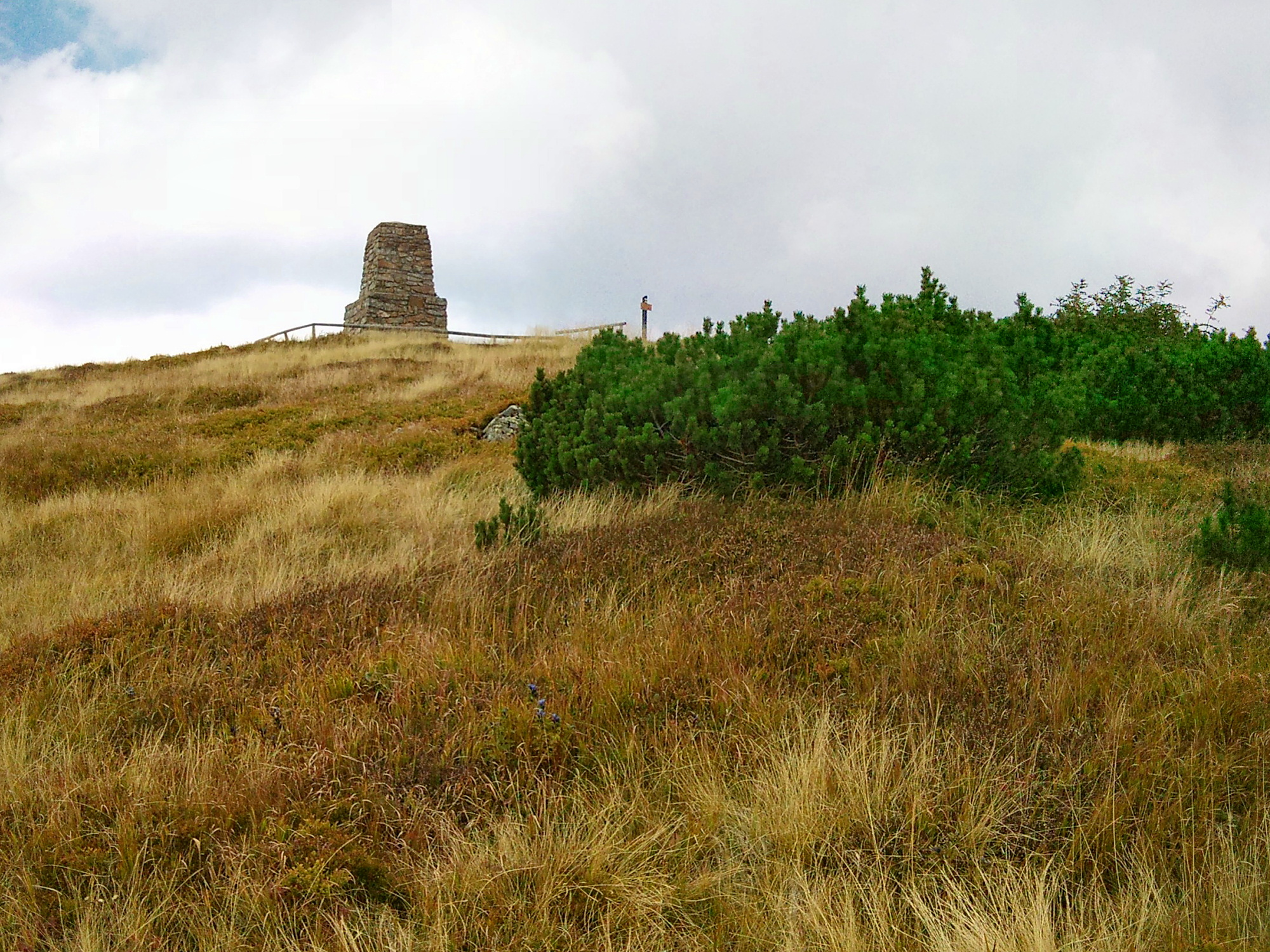
Obelisk Václava Vrbaty i Bohumila Hanča - widok od strony Vrbatovej boudy

Václav Vrbata (ur. 11  października 1885 w Kruhu, zmarł 24 marca 1913 w Karkonoszach) – czeski narciarz.
Vrbata był członkiem Sokoła. Wiadomo, że służył w wojsku w Sarajewie. Tam poznał Bohumila Hanča z którym się zaprzyjaźnił. 
24 marca 1913 w okolicach osady Horní Mísečky w Karkonoszach odbywał się międzynarodowy bieg narciarski na 50 km, w którym faworytem był Bohumil Hanč. Z powodu ładnej pogody biegacze wystartowali bez ciepłych okryć i czapek. Po ok. godzinie od rozpoczęcia zawodów nastąpiło załamanie pogody. Zawodników odwołano z trasy, z wyjątkiem Hanča, który biegł pierwszy. Vrbata wyruszył na poszukiwania przyjaciela, a spotkawszy go przekazał mu swój płaszcz i czapkę, po czym rozdzielili się. Skrajnie wychłodzonego Hanča znalazł inny z zawodników, Emmerich Rath, lecz po przetransportowaniu go do schroniska Labská bouda Hanč zmarł. Zwłoki Vrbaty znaleziono następnego dnia. 

## Upamiętnienie
- Szczyt, w pobliżu którego znaleziono zwłoki Vrbaty jest nazwany jego imieniem (Vrbatovo návrší), wzniesiono tam pomnik Mohyla Hanče a Vrbaty. Pobliskie schronisko nazwano Vrbatova bouda.
- 24 marca jest obchodzony Dzień Horskiej služby (od 1935)
- Tragedia stała się podstawą fabuły filmu  Synové hor (1956) i Ostatni wyścig/Poslední Závod (2022)
- Miroslav Rampa opisał zdarzenie w książkach: Na hřebenech vichřice (1963) i Drama na Zlatém návrší (1993)